# Josh Brener
Joshua Max "Josh" Brener, född 1 oktober 1984 i Houston i Texas, är en amerikansk skådespelare. Han har bland annat, inom TV-branschen, spelat rollen som Nelson "Big Head" Bighetti, i HBO-serien Silicon Valley. Han är också verksam som röstskådespelare, och har bland annat gjort rösten till Mark Beaks i rebooten på TV-serien Ducktales, Donatello i Rise of the Teenage Mutant Ninja Turtles, Neeku Vozo i Star Wars Resistance, och dalmatinerhunden Dylan i Dalmatinervägen 101.

## Filmografi (i urval)

### Filmer
- 2013 – The Internship
- 2015 – The Rumperbutts
- 2016 – The Belko Experiment
- 2016 – Unleashed
- 2016 – Max Steel
- 2017 – Where's the Money
- 2018 – The Front Runner
- 2019 – What Men Want
- 2020 – All My Life
- 2022 – Rise of the Teenage Mutant Ninja Turtles: Filmen
- 2022 – Bromates
- 2023 – Old Dads
- 2024 – Megamind och Undergångssyndikatet (röst)[4]
- 2024 – Carry-On
- 2024 – Saturday Night

### TV-serier
- 2010–2011 – Glory Daze (TV-serie)
- 2011 – The Big Bang Theory (TV-serie) (även 2013)
- 2012 – House of Lies (TV-serie)
- 2013 – Workaholics (TV-serie)
- 2014 – The Middle (TV-serie)
- 2014–2019 – Silicon Valley (TV-serie)
- 2015 – Scandal (TV-serie)
- 2017 – Star Wars Rebels (TV-serie) (röster)
- 2017–2021 – Ducktales (TV-serie) (röst)
- 2018 – Swedish Dicks (TV-serie)
- 2018–2020 – Rise of the Teenage Mutant Ninja Turtles (TV-serie) (röst)
- 2018–2020 – Star Wars Resistance (TV-serie) (röst)
- 2019 – The Neighborhood (TV-serie)
- 2019 – Modern Family (TV-serie)
- 2019–2020 – Dalmatinervägen 101 (TV-serie) (röst)
- 2019 – Love, Death & Robots (TV-serie) (röst, även 2022)
- 2020 – Star Wars: The Clone Wars (TV-serie) (röst)
- 2020–2021 – Mystic Quest (TV-serie)
- 2021 – Här är Ponny (TV-serie) (röst)
- 2021–2023 – Rugrats (TV-serie) (röster)
- 2023 – The Last of Us (TV-serie)
- 2023–2024 – Haileys lista (TV-serie) (röst)
- 2024 – 3 Body Problem (TV-serie)

### Spel
- 2020 – Grounded (röst)

### Musikvideo
- 2017 – "Champion" (Fall Out Boy)